# Sobótka Zachodnia
Sobótka Zachodnia – stacja kolejowa w Sobótce (Strzeblowie), w Polsce, w województwie dolnośląskim, w powiecie wrocławskim.
Po 22 latach przerwy stacja przyjmuje obsługujące linię Wrocław Główny - Świdnica Miasto. 

## Ruch pasażerski
| Rok  | Wymiana pasażerska na dobę |
| ---- | -------------------------- |
| 2022 | 50-99                      |
| 2023 | 100-149                    |